# Campeonato Sudamericano de Clubes de Voleibol Femenino
Campeonato Sudamericano de Clubes de Voleibol Femenino är en klubblagsturnering i volleyboll för damer. Den är organiserad av Confederación Sudamericana de Voleibol. Vinnaren kvalificerar sig för världsmästerskapet i volleyboll för klubblag

## Resultat[1]
| Upplaga              | Upplaga               | Podium                       | Podium                                 | Podium                                            | Podium                              |
| Säsong               | Spelplats för finalen | Mästare                      | Tvåa                                   | Trea                                              | Fyra                                |
| -------------------- | --------------------- | ---------------------------- | -------------------------------------- | ------------------------------------------------- | ----------------------------------- |
| 1970 mer information | Lima                  | Esporte Clube Pinheiros      | Club de Regatas Lima                   | GEBA                                              | Club Cerro Porteño                  |
| 1971 mer information | Brasília              | Fluminense FC                | CA Capurro                             | GEBA                                              | Club Cerro Porteño                  |
| 1972 mer information | Curitiba              | Fluminense FC                | GEBA                                   | Club Cerro Porteño                                | ej utdelad                          |
| 1973 mer information | Medellín              | CA Paulistano                | GEBA                                   | A-Tac                                             | ej utdelad                          |
| 1975 mer information | Santiago              | GEBA                         | Club Olimpia                           | Instituto Manuel Salas                            | ej utdelad                          |
| 1976 mer information | Buenos Aires          | GEBA                         | Minas Tênis Clube                      | Club Olimpia                                      | Manuel de Salas                     |
| 1977 mer information | Buenos Aires          | Fluminense FC                | GEBA                                   | Club de Regatas Santa Fe                          | Club Deportivo Universidad Católica |
| 1978 mer information | Santiago              | Fluminense FC                | GEBA                                   | Buenos Aires                                      | Clube de Regatas Brasil             |
| 1979 mer information | Rio de Janeiro        | Fluminense FC                | Clube de Regatas do Flamengo           | GEBA                                              | CD Recoleta                         |
| 1980 mer information | Buenos Aires          | Fluminense FC                | CDS Bancoper                           | Clube de Regatas do Flamengo                      | Ferro Carril                        |
| 1981 mer information | Sucre                 | Clube de Regatas do Flamengo | Fluminense FC                          | Ferro Carril                                      | San Martín                          |
| 1983 mer information | Buenos Aires          | Deportivo Power              | CA Paulistano                          | Ferro Carril                                      | Clube de Regatas do Flamengo        |
| 1984 mer information | Lima                  | Deportivo Power              | AA Supergasbrás                        | CDS Bancoper                                      | San Martín                          |
| 1985 mer information | Santiago              | ADC Bradesco Atlântica       | Deportivo Power                        | Club Ferro Carril Oeste                           | Club Deportivo Universidad Católica |
| 1986 mer information | La Paz                | Deportivo Power              | ADC Pirelli                            | Club Mendoza de Regatas                           | Deportivo El Cedro                  |
| 1987 mer information | La Paz                | Deportivo Power              | Esporte Clube Pinheiros                | CC de Buenos Aires                                | Club Deportivo Recoleta             |
| 1988 mer information | Assunção              | Deportivo Power              | AA Supergasbrás                        | Club de Regatas Lima                              | Deportivo El Cedro                  |
| 1989 mer information | Santiago              | Sadia Esporte Clube          | Deportivo Power                        | Club Deportivo Universidad Católica               | Latino Amisa                        |
| 1990 mer information | Buenos Aires          | Sadia Esporte Clube          | AA Supergasbrás                        | Deportivo Power                                   | CA Boca Juniors                     |
| 1991 mer information | Ribeirão Preto        | Sadia Esporte Clube          | PAEC                                   | Alianza Lima                                      | Jundeportes                         |
| 1992 mer information | São Caetano do Sul    | São Caetano                  | Minas Tênis Clube                      | Deportivo Power                                   | Deportivo El Cedro                  |
| 2009 mer information | Lima                  | Osasco Voleibol Clube        | Rio de Janeiro Vôlei Clube             | CA Boca Juniors                                   | Club de Regatas Lima                |
| 2010 mer information | Lima                  | Osasco Voleibol Clube        | CDD Géminis                            | CE Banco de la Nación Argentina                   | Club Deportivo Universidad Católica |
| 2011 mer information | Osasco                | Osasco Voleibol Clube        | Club Deportivo Universidad Católica    | Club Deportivo Universitario San Francisco Xavier | Sport Club Venezuela                |
| 2012 mer information | Osasco                | Osasco Voleibol Clube        | CA Boca Juniors                        | CDC Universidad Católica Boliviana                | Sport Club Venezuela                |
| 2013 mer information | Lima                  | Rio de Janeiro Vôlei Clube   | Universidad César Vallejo              | CD Boston College                                 | CA Vélez Sarsfield                  |
| 2014 mer information | Osasco                | SESI-SP                      | Osasco Voleibol Clube                  | CA Boca Juniors                                   | LNSV                                |
| 2015 mer information | Osasco                | Rio de Janeiro Vôlei Clube   | Osasco Voleibol Clube                  | CV Universidad de San Martín de Porres            | CA Villa Dora                       |
| 2016 mer information | La Plata              | Rio de Janeiro Vôlei Clube   | CV Universidad de San Martín de Porres | CA Villa Dora                                     | Club de Gimnasia y Esgrima La Plata |
| 2017 mer information | Uberaba e Uberlândia  | Rio de Janeiro Vôlei Clube   | Praia Clube                            | CV Universidad de San Martín de Porres            | CA Villa Dora                       |
| 2018 mer information | Belo Horizonte        | Minas Tênis Clube            | Rio de Janeiro Vôlei Clube             | Club de Regatas Lima                              | Club de Gimnasia y Esgrima La Plata |
| 2019 mer information | Belo Horizonte        | Minas Tênis Clube            | Praia Clube                            | CA San Lorenzo                                    | CA Boca Juniors                     |
| 2020 mer information | Uberlândia            | Minas Tênis Clube            | Praia Clube                            | CA San Lorenzo                                    | CA Boca Juniors                     |
| 2021 mer information | Brasilia              | Praia Clube                  | Minas Tênis Clube                      | Brasília Vôlei Esporte Clube                      | CA Olimpia                          |
| 2022 mer information | Uberlândia            | Minas Tênis Clube            | Praia Clube                            | Sesi/Vôlei Bauru                                  | Club de Regatas Lima                |
| 2023 mer information | Uberlândia            | Praia Clube                  | Minas Tênis Clube                      | Sesi/Vôlei Bauru                                  | Club de Regatas Lima                |

## Resultat per klubb (sedan återstarten 2009)
| Lag                        | Antal titlar | Säsonger               |
| -------------------------- | ------------ | ---------------------- |
| Osasco Voleibol Clube      | 4            | 2009, 2010, 2011, 2012 |
| Rio de Janeiro Vôlei Clube | 4            | 2013, 2015, 2016, 2017 |
| Minas Tênis Clube          | 4            | 2018, 2019, 2020, 2022 |
| Praia Clube                | 2            | 2021, 2023             |
| SESI-SP                    | 1            | 2014                   |